# Mas Isaac
Mas Isaac, Mas Collell, Mas Domènech o Mas Bofill, és un mas del segle xvi al municipi de Palau-saverdera (Alt Empordà) inclòs en l'Inventari del Patrimoni Arquitectònic de Catalunya.

## Masia
La masia és un edifici format per tres cossos adossats que li confereixen una planta més o menys rectangular. El cos central té la coberta a dues vessants de teula, amb el carener paral·lel a la façana principal. Consta de planta baixa i un pis. L'actual vestíbul està cobert amb volta rebaixada amb llunetes i es troba delimitat per uns grans arcs de mig punt que donen accés a les diferents sales. L'espai contigu està cobert amb volta de canó, emblanquinada i bastida amb maons disposats a sardinell. A la part est hi ha adossat un cos en perpendicular força transformat, donat que actualment s'hi ubiquen els serveis destinats al nou ús de l'edifici. Darrere seu es localitza un altre cos en paral·lel al principal, on hi ha dues grans sales de planta rectangular, amb coberta a una vessant, i delimitades per tres grans arcs rebaixats, bastits amb pedra, sustentats per grans pilars de planta quadrada. La façana principal presenta diverses obertures, majoritàriament finestres d'obertura rectangular, bastides amb maons o pedra. Té adossat un cos davanter bastit en pedra, on es localitzen les escales d'accés a la planta superior. La porta d'accés a la planta baixa és d'arc de mig punt.

## Font
Font coberta, emplaçada a uns 30 metres al nord del mas Isaac, al fons d'un petit clot, a tocar el curs d'un torrent, s'hi baixa des de l'esplanada pròxima al mas per una escala molt sobtada, de pedra, que té dues tramades en angle recte i és protegida per una paret seca de traçat curvilini. La font té una cisterna rectangular excavada a la roca vivia, granítica. És coberta per una petita construcció en volta apuntada de pedra morterada, barrejada amb fragments de terrissa, en la qual hi resten les empremtes de l'encanyissat a l'intradós. Acaba a la part frontal amb un arc també apuntat, fet amb rajoles o llambordes de terrissa, llargues i de poc gruix, col·locades a sardinell.

## Història
Les primeres notícies històriques es remunten al fogatge de 1553, on es registra com a habitant en Jordi Collel, tot seguit l'heretat passà a mans del seu fill Joan i vers al final de segle el propietari era el descendent de Montserrat Batlle. Encara que els documents escrits proporcionen una extensa relació tant de masovers com de propietaris (entre els quals destaquen les nissagues de l'Alòs, dels Matas i del marquesos de Camps), nos ens consta cap referència a remodelacions internes o ampliacions estructurals que hagi sofert el mas durant el pas dels segles.
El 1884 l'heretat fou adquirida per URPSA (Urbanitzacions Palau S.A) que transformà les terres en parcel·les edificables. L'edifici en si passà a en Manel Rodríguez que a la dècada del 80 i durant dotze anys hi regenta el restaurant Tinell. L'any 2001 aquest va tancar i passà a mans d'una família italiana que el rebatejà con restaurant Nou Fusion! i obrint-lo una altra vegada l'any 2003, fent servir la planta baixa de restaurant i el primer pis com a habitatge. L'empresa que el gestiona respon al nom de Herimar Roses SL.
La font es troba en un paratge extensament degradat pels intents d'urbanització recents, tant pel costat del terme de Palau-saverdera com pel de Pau, en el límit dels quals es troba. Hi han estat obertes carreteres d'una amplada exagerada. El mas Isaac és un edifici actualment malmès per reformes recents de caràcter fantasiós. A la vora s'han construït un parell de cases, amb torretes annexes. A poca distància de la font, vers el nord, ja en el terme de Pau, entre la terra remoguda per les màquines, s'hi ha identificat bocinalla de ceràmica feta a mà i d'altra classificable a l'època romano-republicana, sens dubte testimonis de jaciments arqueològics inèdits, parcialment o potser del tot malmesos.